# علي فاركا توري
علي إبراهيم فاركا توري (بالفرنسية: Ali Farka Touré) (31 أكتوبر 1939 - 7 مارس 2006) مغني وعازف جيتار مالي. حصل توري على المرتبة 76 في مجلة رولينج ستون في قائمة أعظم 100 عازف قيثار.
زادت شهرته بإصدار شريط «حديث تيمبوكتو» (توكينغ تيمبوكتو) عام 1994 والذي سجله مع عازف الإيتار التيكساسي ري كودر، وفاز بفضله على أول جائزة غرامي. أحرز علي فاركا توري ثاني جائزة غرامي عن شريطه «في قلب القمر» الذي سجله مع مواطنه توماني دياباتي والذي اختير كأحسن شريط موسيقي تقليدي في العالم.

## إصدارات
- 1976 - علي فاركا توري (Sonafric 50016-LP)
- 1976 - Spécial « Biennale du Mali » (Sonafric 50020-LP)
- 1978 - Biennale (Sonafric 50032-LP)
- 1979 - علي فاركا توري (Sonafric 50060-LP)
- 1980 - علي فاركا توري (Sonafric 50085-LP)
- 1984 - علي فاركا توري (أحمر) (Sonodisc/Esperance 5558)
- 1988 - علي فاركا توري (أخضر) (Sonodisc/Esperance 8448)
- 1988 - علي فاركا توري (World Circuit WCD007 / Mango 9826)
- 1990 - بلوز أفريقي (Shanachie 65002) (صدر أصلا من قبل علي فاركا توري (Green))
- 1990 - The River  [لغات أخرى]‏ (World Circuit WCD017 / Mango 9897)
- 1993 - The Source  [لغات أخرى]‏ (World Circuit WCD030 / Hannibal 1375) مع Taj Mahal
- 1994 - Talking Timbuktu (World Circuit WCD040 / Hannibal 1381) (مع راي كودر)
- 1996 - Radio Mali (World Circuit WCD044 / Nonesuch 79569) (remastered selections of original albums from 1975 through 1980)
- 1999 - Niafunké (World Circuit WCD054 / Hannibal 1443)
- 2002 - Mississippi to Mali (Rounder B0000DJZA1)(مع كوري هاريس)
- 2004 - Red&Green (World Circuit WCD070 / Nonesuch 79882) (remastered original albums from 1984 and 1988)
- 2005 - In the Heart of the Moon (World Circuit WCD072 / Nonesuch 79920) (معتوماني دياباتي and راي كودر)
- 2006 - Savane (World Circuit WCD075 / Nonesuch 79965)
- 2010 - Ali and Toumani - (World Circuit/Nonesuch Records) مع توماني دياباتي[3]

## روابط خارجية
- علي فاركا توري على موقع IMDb (الإنجليزية)
- علي فاركا توري على موقع ألو سيني (الفرنسية)
- علي فاركا توري على موقع ميوزك برينز (الإنجليزية)
- علي فاركا توري على موقع إن إن دي بي (الإنجليزية)
- علي فاركا توري على موقع أول ميوزيك (الإنجليزية)
- علي فاركا توري على موقع ديسكوغز (الإنجليزية)
- علي فاركا توري على موقع قاعدة بيانات الفيلم (الإنجليزية)